# Eressa syntomoides
Eressa syntomoides là một loài bướm đêm thuộc phân họ Arctiinae, họ Erebidae.